# Edward Stuart McDougall

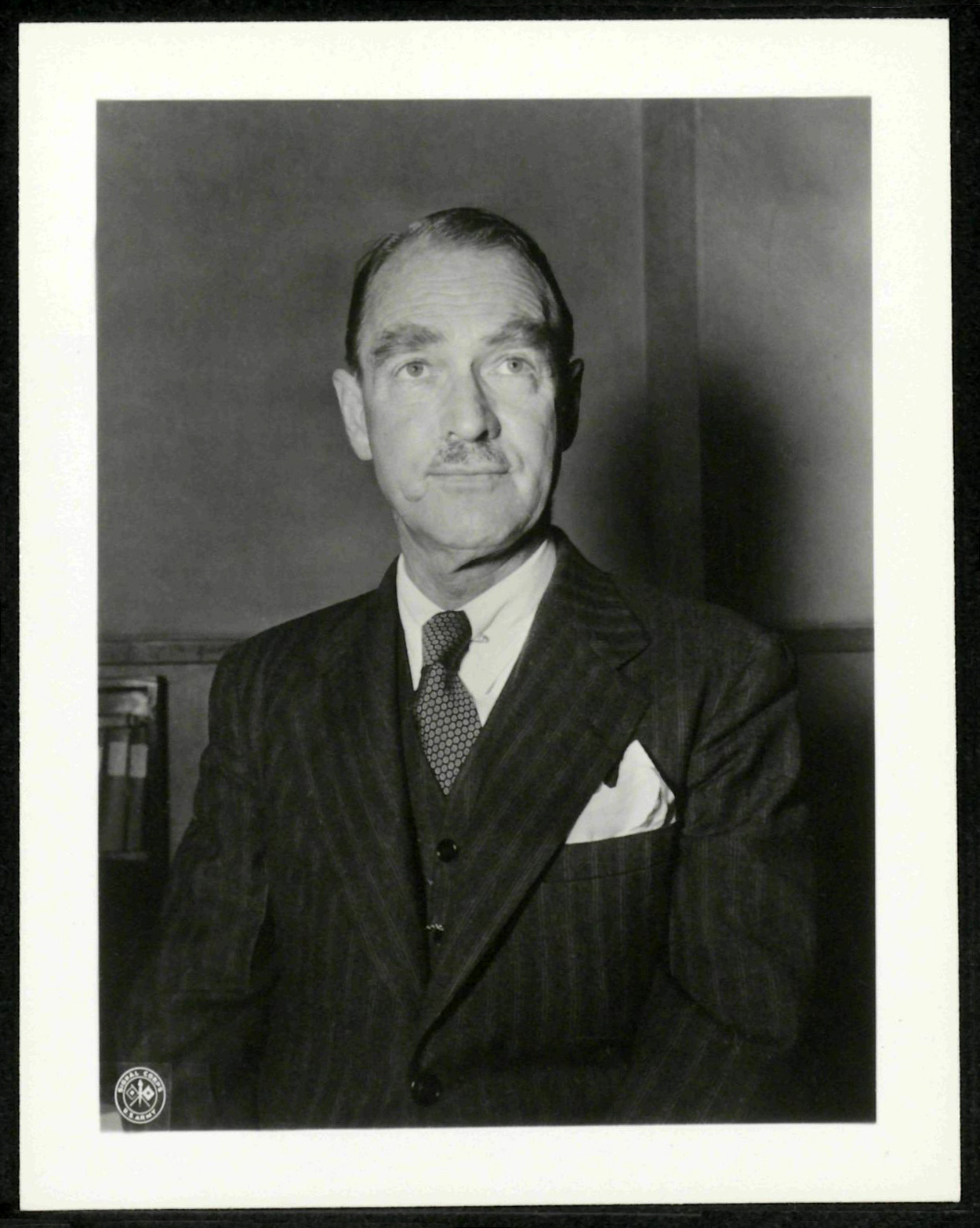
McDougall während seiner Zeit in Tokio

Edward Stuart McDougall (selten auch MacDougall; * 25. September 1886 in Montreal, Québec, Kanada; † 14. Februar 1957 ebenda) war ein kanadischer Politiker und Richter, unter anderem am Internationalen Militärgerichtshof für den Fernen Osten, dem Gericht der Tokioter Prozesse.

## Leben
Er wurde am 25. September 1886 in Montreal geboren. Das Studium der Rechtswissenschaften an der McGill University in Montreal schloss er mit einem Bachelor in Civil Law ab (BCL) und wurde Barrister. Am 17. Februar 1915 trat er in Ottawa seinen Armeedienst im Regiment Princess Patricia’s Canadian Light Infantry der Canadian Army an. Sein höchster Rang war Major. Eine andere Quelle spricht von einer Dienstzeit von Juni 1915 bis November 1918.
1936 wurde er Finanzminister in der Regierung von Adélard Godbout in Québec. Diese Regierung hielt jedoch nur knapp ein Jahr und mit Ende der Regierung endete auch seine Amtszeit als Finanzminister. Im August 1940 war er Deputy Chief Warden des Civilian Protection Commitee von Montreal. Von 1941 bis 1943 war er Mitglied der Royal Commission on Labour disputes.
Im Jahr 1942 wurde er zum Richter am Court of Appeal of Quebec ernannt, was er bis zu seinem Tode 1957 blieb.

### Nominierung als Richter für Tokio
1945 endete der Krieg. Kanada hielt sich bei der juristischen Aufarbeitung der Kriegsverbrechen in Europa sehr zurück. Als Gründe dafür werden genannt, dass Kanada sich als zu weit von Europa weg empfand und der damalige Premier William Lyon Mackenzie King eine Gefahr in der Involvierung Kanadas in Konflikte außerhalb seiner Grenzen sah. Auch habe es keine Berichte über Misshandlungen kanadischer Kriegsgefangener aus Deutschland gegeben. Dies war jedoch anders im Bezug zu Japan. Der Verlust zweier Bataillone in Hongkong hatte für die Kanadier einen großen Verlust dargestellt und die Behandlung in japanischen Kriegsgefangenenlagern war außergewöhnlich schlecht gewesen. Am 18. Oktober 1945 versandten die USA ein Memorandum, in dem das Vereinigte Königreich, China und die Sowjetunion um die Nominierung von fünf Richtern und Australien, Kanada, Frankreich, die Niederlande und Neuseeland um die Nominierung von drei Richtern gebeten wurden, aus denen Douglas MacArthur dann die Richter des Tribunals aussuchen sollte. Großenteils wurde darauf jedoch nicht geantwortet, bis die USA im November bei einem Treffen zwischen dem als Chefankläger in Tokio vorgeschlagenen Joseph B. Keenan sowie C. M. A. Strathy und R. D. Jennings in Washington mitteilten, dass die USA bereit seien, auch ohne die Unterstützung anderer Nationen zu beginnen. Am 14. Dezember setzten die USA allen genannten Staaten ein Ultimatum, bis zum 5. Januar 1946 einen Richter zu benennen. Eine der geforderten Qualifikationen war, dass der Nominierte den Rang eines Majorgenerals oder höher bekleiden sollte. Das kanadische Verteidigungsministerium konnte jedoch keinen geeigneten Kandidaten finden und beschloss, nach dem Vorbild von Neuseeland und China, die Juristen außerhalb des Militärs nominiert hatten, einen ehemaligen Offizier zu wählen und diesem einen Ehrenrang zu verleihen. Zunächst wurden zwei Namen diskutiert, John Andrew Hope und John Keiller MacKay. Am 7. Januar schlug der stellvertretende Justizminister F. P. Varcoe Premierminister King Hope als Nominierten vor. Der kanadische Privy Council empfahl jedoch, den Chief Justice of Ontario zu konsultieren. Am 8. November beschloss das Kabinett King die Nominierung. Hope war bereits von Toronto nach Ottawa aufgebrochen, als der Chief Justice von Ontario ein Veto einlegte. Die Verwaltung der Justiz in Ontario könnte eine monatelange Abwesenheit von Hope nicht schadenfrei überstehen. Später beschrieb Hope in einem Brief, dass er mit dem Chief Justice gesprochen hatte, dieser zwar die Schwierigkeiten der Personalsituationen im Justizwesen angesprochen hatte, er jedoch nicht davon ausging, dass die Nominierung beendet sei. Hope bat die Regierung um eine Fortführung seiner Ernennung.
Innerhalb weniger Tage wurde dann McDougall, Mitglied der King’s Bench of Québec von der kanadischen Regierung als Nominierter bekanntgegeben. Es gibt keine Dokumentation, wieso er gewählt wurde. Zum einen wird vermutet, dass zum Ende der Nominierung Hopes die Frist bereits abgelaufen war und man schnell, u. a. per Telefonabsprache, einen Kandidaten finden musste. Es gibt eine Notiz vom 11. Januar 1946 an den kanadischen Botschafter in Washington, in der davon gesprochen wird, dass die Ernennung von McDougall per Telefon abgeklärt wurde.
McDougall galt als Experte für Berg- und Unternehmensrecht, er hatte weder Expertise im Strafrecht noch im internationalen Recht. Er war bis zu seiner Nominierung an die King’s Bench 1942 privater Anwalt. Sein Lebenslauf enthielt zu diesem Zeitpunkt nur eine kurze Zeit als Provinzfinanzminister und Mitglied einer königlichen Kommission, ansonsten nur Vereinsmitgliedschaften und Nebenbeschäftigungen. McDougall war sich wohl selbst bewusst, dass er im Vergleich zu Hope, der eine lange, außergewöhnliche Karriere durchlaufen hatte, die schlechtere Wahl war, da er um eine Kopie des Urteils im Prozess gegen Yamashita Tomoyuki auf den Philippinen und das Strafgesetzbuch bat. Seine Nominierung wird von Patrick Brode damit erklärt, dass er Mitglied der Godbout-Regierung war, und diese hatte King und Kings Liberale Partei 1944 während der Kontroverse um die Einziehung ins Militär und die Autonomiefrage Québecs unterstützt. Auch habe eine Verbindung zwischen King und McDougall darin bestanden, dass beide in der Bergbauindustrie beschäftigt waren. Es besteht daher die Spekulation, dass King und McDougall sich kannten, womöglich sogar Freunde oder zumindest politisch Alliierte waren.

### Ankunft in Tokio – 1946

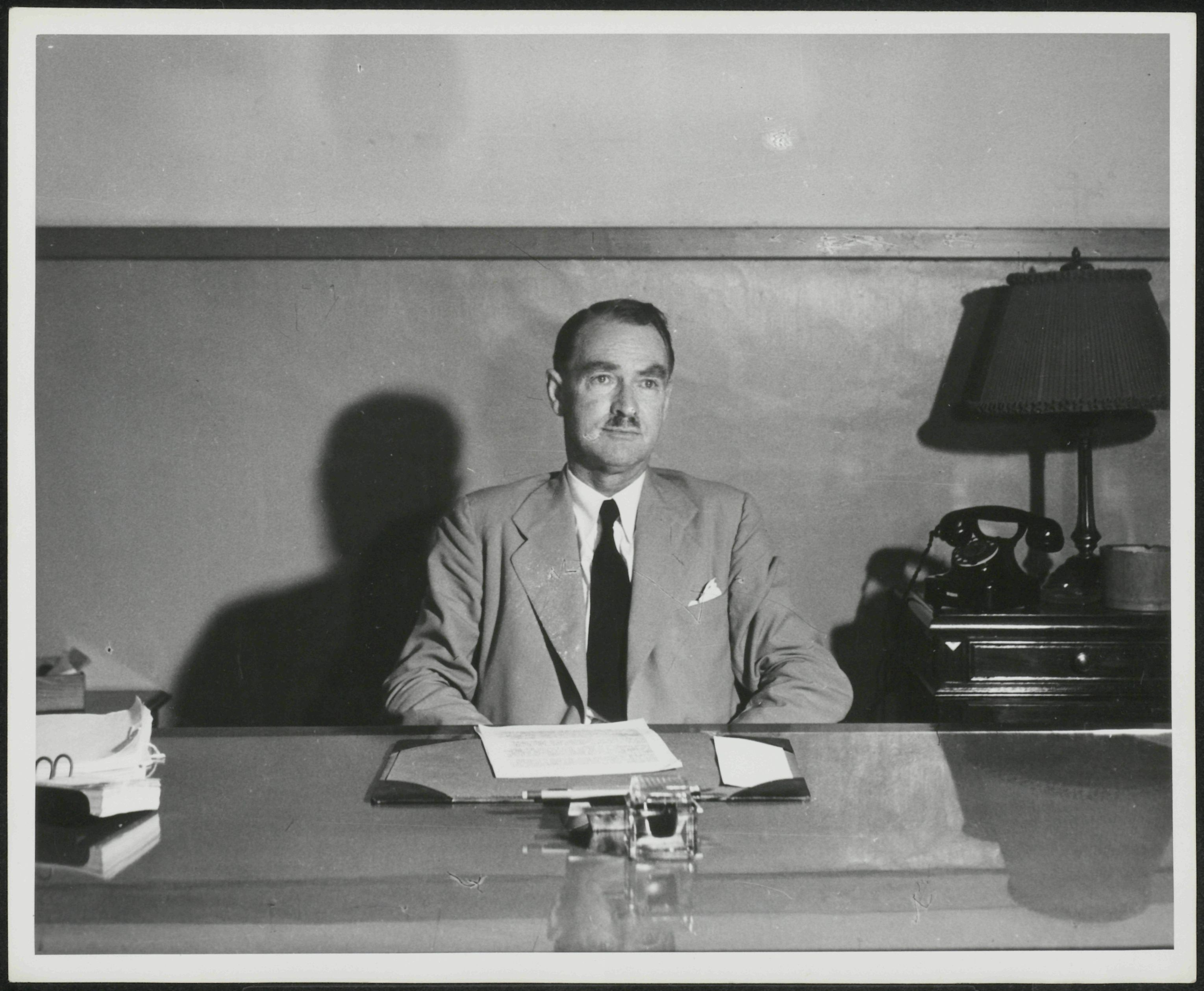
McDougall in seinem Büro in Tokio während einer Sitzungspause

Am 20. Januar 1946 wurde er dann als kanadischer Richter in Tokio öffentlich durch Pressemitteilung bekanntgegeben. Am 22. Februar startete er mit einer Douglas C-54 Skymaster vom Hamilton Army Airfield in Kalifornien in Begleitung des amerikanischen Richters Higgins und des niederländischen Richters Röling von Amerika in Richtung Tokio.
Trotz seiner spontanen Nominierung und seines kurzen Lebenslaufs wurde McDougall in Tokio von seinen Kollegen geschätzt und von einem Anwalt in der Anklage und in der Verteidigung als einer der „besseren Richter“ genannt. Er gehörte zu den Richtern, die am wenigsten fehlten; er fehlte nur an 14 Tagen. Alle Richter beschrieben die Situation in Tokio als chaotisch, wobei sie dies auf die Arbeit von Chefankläger Joseph B. Keenan zurückführten. Die Anklage wurde deshalb erst am 29. April 1946 verlesen.
Nach Ansicht der Commonwealth-Ankläger Arthur Comyns Carr, Alan Mansfield und Ronald Henry Quillian war Joseph B. Keenan darauf aus, für sich selbst Aufmerksamkeit zu generieren. Als Konsequenz dieser Ansicht bemühten sich die Commonwealth-Richter McDougall, William Donald Patrick und Erima Harvey Northcroft in mindestens drei Situationen um Keenans Entlassung.
McDougall sandte am 3. Mai 1946, kurz vor der Eröffnung des Tribunals, zwei Briefe an Norman Robertson im Außenministerium, wobei er im ersten die Arbeit unter den Richtern als exzellent beschrieb, aber auch die Gefahr andeutete, dass der Prozess länger als drei Monate andauern würde, und daher um weitere Finanzierung bat. Im zweiten Brief beschrieb er Änderungen an der Tokio-Charter. Am 6. Mai versuchte die Verteidigung, die Anklage für unzulässig erklären zu lassen, da nach ihrer Ansicht die Anklagepunkte zum Zeitpunkt der japanischen Kapitulation kein Teil des internationalen Rechtes gewesen seien. Das Gericht verschob diese Frage und diskutierte sie später. Zu diesem Zeitpunkt waren es immer noch nur neun Richter, da Radhabinod Pal und Delfin Jaranilla noch nicht angekommen waren. Diese neun Richter entschieden einstimmig, den Antrag der Verteidigung abzulehnen. Die Richter waren sich jedoch nur über die Ablehnung einig, nicht über die Gründe für die Entscheidung. Nach der Meinung von Patrick hätte es die Möglichkeit gegeben, dass sich alle Richter auf ein Urteil geeinigt hätten, wenn der Gerichtspräsident William F. Webb zu diesem Zeitpunkt bereits begonnen hätte, ein Urteil vorzubereiten. Webb wollte jedoch nicht damit beginnen, bevor er das Ergebnis aus Nürnberg erfahren hatte. Patrick hatte den Verdacht, dass Webb sich selbst seiner Meinung bezüglich der Rechtsgrundlagen nicht sicher war. Im Juni 1946 begannen dann die eigentlichen Gerichtsverhandlungen.
Die Richter sollten während des Prozesses Noten an Webb senden. Dabei war die simultane Übersetzung aus dem Japanischen nur äußerst schleppend. Allein Webb konnte sich durch ein Mikrofon verständigen. Nach Ansicht der Richter war Webb äußerst ablehnend und feindlich gesinnt gegenüber den Anregungen der anderen Richter und nach Ansicht Northcrofts sogar unfähig, die Anregungen zu verstehen.

#### Kritik an Webb und Schreiben an die kanadische Regierung
Im September 1946 wurde das Urteil in Nürnberg gesprochen und nach Ansicht der Richter sollte nun eine Begründung für die Ablehnung des Antrags der Verteidigung folgen. Webb bereitete daraufhin ein Dokument vor. Die vereinte Kritik an dem Dokument ärgerte Webb, jedoch bereitete er daraufhin ein neues Dokument mit fünf unterschiedlichen Begründungen vor, wieso der Antrag der Verteidigung abgelehnt werden solle. McDougall hingegen lehnte das Dokument ab. Diese Ansicht teilte er mit Erima Harvey Northcroft, dem neuseeländischen Richter, und William Donald Patrick, dem britischen Richter, wobei Patrick und Northcroft ein Memorandum sandten, in dem sie einfach ausdrückten, dass sie mit dem Dokument nicht zufrieden seien, während McDougall, bekannt als diplomatische und taktvolle Person, eine detailliertere Antwort schrieb. Die Antwort Webbs an Northcroft und Patrick war nur ein gereizter Brief, McDougalls Antwort hingegen schickte er ungelesen zurück und strafte ihn mit Beschimpfungen mit der Begründung, dass McDougall ja ein unabhängiges Dokument vorbereite. Webb machte klar, dass er von nun an alleine arbeiten würde. Die drei Richter waren der Meinung, dass das Ergebnis von Tokio, das sich zu diesem Zeitpunkt abzeichnete, „nutzlos, wertlos oder schlimmer“ sein könnte und dem internationalen Recht eher schaden könnte als helfen. Alle schrieben ihren Regierungen und schlugen Maßnahmen vor. Einig waren die drei, dass Webb die Fähigkeit, zu führen und das Gericht zu kontrollieren, fehlte, wobei Northcroft sogar darum bat, zurücktreten zu dürfen, und McDougall taktvoll um Entlassung bat, da das befürchtete Urteil niemandem nützen würde. McDougall schrieb später am 19. März 1947 an St. Laurent seinen Ärger über Webb. Er beschrieb, dass er in Webb kein Vertrauen habe und monierte Webbs fehlende Erfahrung und Fähigkeit sowie die fehlende Bereitschaft, mit den anderen Mitgliedern des Tribunals zu diskutieren. Jedoch beschränkte er seine Kritik nicht auf den Charakter von Webb, sondern kritisierte auch dessen Rechtsansichten. McDougall monierte die Anwendung von Naturrechtstheorie für die Ermittlung der Strafbarkeit der Handlungen der Angeklagten. In dem Brief kritisierte er jedoch auch drei andere Richter, obwohl er deren Namen nicht nannte, zum Ersten Röling, den er für die Ansicht, dass aggressive Kriegsführung kein Verbrechen sei, kritisierte, zum Zweiten Radhabinod Pal, den er für die gleiche Ansicht kritisierte. Ihn nannte er nur „das Mitglied aus Indien“. Zum Dritten kritisierte er Henri Bernard, der ebenfalls ein Vertreter des Naturrechts war. In dem Brief bat er ebenfalls um seine Entlassung, da er nicht wollte, dass Kanada an einem Urteil beteiligt sei, das am Ende keiner Nation zu Ruhm verhelfen würde. Tatsächlich war dies bereits das zweite Mal, dass McDougall impliziert hatte, dass er aus seinem Amt entlassen werden möchte. Neun Monate zuvor, als der amerikanische Richter John Higgins seinen Rücktritt eingereicht hatte und dieser von MacArthur angenommen war, vertraute sich McDougall ihm an, dass er auch einen Rücktritt in Betracht ziehe. Higgins schrieb darüber in sein Tagebuch, dass McDougall zwar viel rede, aber den Worten keine Taten folgen.
Laurent war über diesen Brief McDougalls besorgt, andere hingegen, insbesondere der kanadische Botschafter in Washington, der von seinen Kollegen, dem britischen oder neuseeländischen Vertreter in der Far Eastern Commission, keine solche Berichte gehört hatte, teilten diese Besorgnis über die Leitung des Tribunals durch Webb nicht. Alle drei Richter hatten ja Briefe geschrieben, Takatori erklärt den Umstand, dass der kanadische Botschafter zu diesem Zeitpunkt noch nichts davon gehört hatte, damit, dass der kanadische Brief zuerst zugestellt wurde. Die britische Regierung dachte zu diesem Zeitpunkt über die Umstände und Beratungen in der kanadischen Regierung, dass es sich auf die Arbeit von Keenan zurückzuführen ließe, und implizierte, dass die kanadische Regierung nicht über den neuesten Stand informiert sei.
Der Vorsitzende der kanadischen Mission in Japan, E. H. Norman, der sowohl Englisch als auch Japanisch, die beiden Gerichtssprachen, sprach, zeigt weniger Sympathie für McDougall als für Webb. Webb müsse die gesamte Zeit die elf Richter zusammenhalten. Ein Rückzug McDougalls, insbesondere nach dem von Higgins, würde das Prestige des Gerichtes beschädigen und nur schwierig zu rechtfertigen sein.
Nach den Briefen zwischen Januar und April 1946, immerhin sechs an der Zahl, existieren keine weiteren Briefe zwischen McDougall und der kanadischen Regierung. Takatori vermutet, dass die Funkstille damit zu erklären sein könne, dass McDougall es für unangemessen gehalten haben mag, als Richter mit der Regierung zu kommunizieren. Als Beispiel für sein Einhalten von Verschwiegenheitsvereinbarungen nennt Takatori Folgendes: McDougall habe bereits früh die Regierung gebeten, die Nominierung öffentlich zu machen. Als Grund hierfür habe er angegeben, dass er bereits auf die Nominierung angesprochen worden war, als unautorisierte Veröffentlichungen aufgetaucht seien. McDougall meinte sich insoweit zu beschämen, weiterhin das Geheimnis zu bewahren, während die Gerüchte sich verbreiteten. Ohne eine Erlaubnis der Regierung sei es für ihn keine Option, die Nominierung aufzudecken. Weiterhin schrieb McDougall in einem Brief an Jopkins, dass er Ablehnung bzgl. der Menschen verspüre, die geheime Informationen nicht für sich behalten könnten. McDougall kritisierte Pal, der die Verschwiegenheitserklärung nicht unterschrieben hatte. Norman, der kanadische Vertreter, bat 1947 um Meinungen von McDougall bzgl. der Regierung in Ottawa. Dies impliziert, dass McDougall selbst ihm nichts sagte und zukommen ließ und er von der Regierung in Ottawa mehr Informationen erwartete. McDougall schrieb sogar nach einem Bericht in Los Angeles über eine angebliche Wahrheit über das Urteil in Tokio ein Memo an Webb, in dem er Maßnahmen forderte, um die Verschwiegenheit zu wahren. Webb stimmte ihm zwar zu, gab aber zu, selbst ständig mit seiner Regierung in Kontakt zu stehen. Seine eigenen engeren Kollegen Patrick und Northcroft schrieben regelmäßig an ihre Regierungen, so sei es aufgrund dieser ständigen Nachrichten laut Takatori auch zweifelhaft, dass die neuseeländische Regierung von Northcrofts Bitte um Entlassung überrascht war. Auch der chinesische Richter Mei Ju-ao, der niederländische Richter Röling und der indische Richter Pal standen mit ihren Regierungen in ständigem Kontakt. Henri Bernard stand sogar mit seinem Counterpart auf der Anklageseite in Kontakt, was in einem normalen Prozess zu Schwierigkeiten hätte führen können. Da für zahlreiche Personen der Prozess so mit politischen Implikationen verbunden war, wurde diese Kooperation nicht als Verletzung von rechtlicher Ethik gesehen. McDougall galt unter den Richtern durch sein Verhalten laut der Einschätzung von Takatori als der neutralste und unabhängigste Richter von allen.

#### Versuch einer ersten Gruppe
Als McDougall nominiert worden war, gingen viele davon aus, dass er den Anforderungen des komplexen Strafprozesses nicht gewachsen sei. Er bewies jedoch das Gegenteil, er galt als einer der aktivsten Richter. Während der Verhandlungen geriet er bspw. in einen Disput mit Bernard über die Legitimität der japanischen Kolonialherrschaft in der Mandschurei und den Wert des Lytton-Berichtes. Ansonsten wurde zu einem Zeitpunkt vorgeschlagen, dass jeder Verteidiger, der nicht Japanisch oder Englisch als Muttersprache spricht, in seiner Muttersprache Statements vorlesen dürfen soll. Er warnte Webb, dass dies eine Verletzung der Charta des Tribunals wäre.
Ein Versuch von Patrick, Northcroft und McDougall, im Jahr 1946 eine Gruppe zu organisieren, die eine Mehrheitsmeinung schreiben würde, scheiterte jedoch. Im Januar 1947 beendete die Anklage ihre Präsentation, und es wurde dabei klar, dass ein gemeinsames Urteil in Bezug auf Fakten und Recht sehr unwahrscheinlich würde. Fast alle Richter begannen, eigene Vorschläge zu erarbeiten, nicht nur für die Begründung der Ablehnung des Verteidigungsantrages, sondern auch für die Verurteilung. Patrick, McDougall und Northcroft arbeiteten zusammen, wobei sie ihre Arbeit auf der Begründung des Nürnberger Urteils aufbauten und auf der Annahme, dass die Tokio-Charta internationales Recht darstelle und es nicht in der Kompetenz des Gerichtes läge, dies zu überprüfen. Die Charta sei gerechtfertigt bei den Deklarationen des Völkerbundes von 1920 bis 1928, wobei laut Patricks Ansicht die Praxis Recht geworden sei. Diesen Vorschlag sandten die drei an ihre Kollegen, wobei nur Iwan Sarjanow bereit zu sein schien, das Dokument zu unterzeichnen. Webb hatte nun als Begründung die Kapitulationserklärung aufgetan und den so mit den Alliierten geschlossenen Vertrag. Patrick hielt diese Begründung aber für vollkommen wertlos für die Zukunft, da es halt nur ein spezieller Vertrag sei. Henri Bernard, der französische Richter, beschränkte sich auf Naturrecht als Begründung und Bert Röling, der niederländische Richter, sowie der indische Richter Pal lehnten den Angriffskrieg als Begründung ab. Bezüglich Jaranilla, des philippinischen Richters, ging Patrick davon aus, dass dieser die Angelegenheiten nicht verstanden habe, aber aufgrund seiner Erfahrung als Überlebender des Bataan-Todesmarschs die Angeklagten verurteilen würde. Da immer noch keine mehrheitsfähige Begründung für die Ablehnung der Anträge der Verteidigung gefunden worden war, wurde diese Entscheidung vertagt bis zum endgültigen Urteil.
In Neuseeland sprach Northcroft, nachdem er bereits mit beiden korrespondiert hatte, mit dem Chief Justice von Neuseeland und dem damaligen Premierminister, Peter Fraser, über Webb. Fraser äußerte den Vorschlag, sich an den stellvertretenden Außenminister Evatt zu wenden, jedoch wurde aus dieser Sache erkennbar nichts. Im August 1947 äußerte Fraser seinen Missmut über Webb auf der Canberra-Konferenz. Im Oktober 1947 berief Australien diesen zurück, offiziell, um bei gewissen Angelegenheiten des australischen High Court zu assistieren. MacArthur war darüber erzürnt und versuchte, dies bei den Australiern zu verhindern.
Die Richter gingen davon aus, dass Northcroft als erfahrenster Richter geschäftsführend agieren würde, und auch Patrick, dass in diesem Fall ein Urteil nach den Nürnberger Grundsätzen sehr wahrscheinlich gewesen wäre. Jedoch entschied MacArthur, ohne Rücksprache mit Patrick, diesen zum Ersatz von Webb zu ernennen. Patrick lehnte diese Entscheidung jedoch ab und für die wenige Zeit, die Webb dem Prozess fernblieb, blieb Myron C. Cramer geschäftsführender Präsident.

### Verfassen des endgültigen Urteils

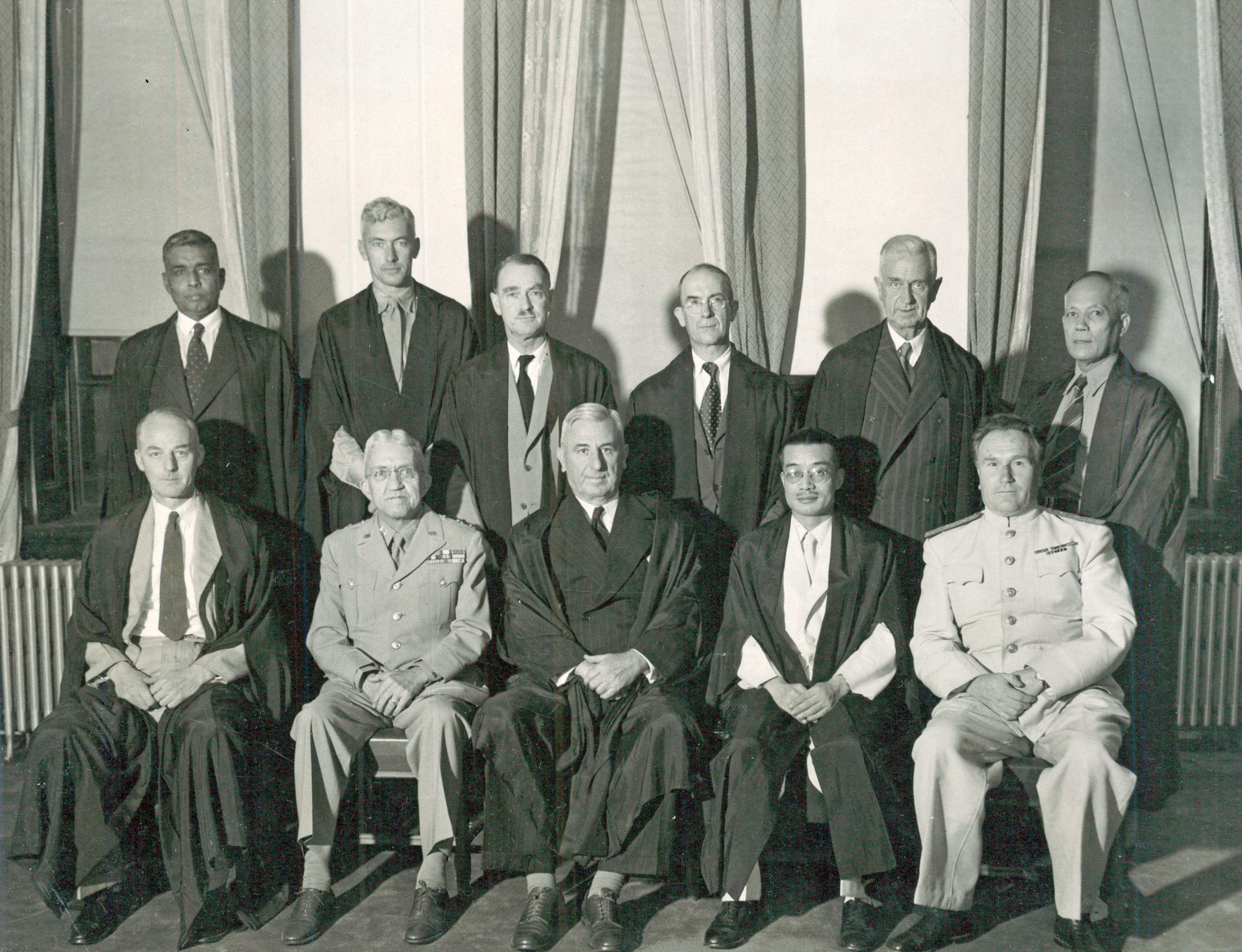
Alle elf Richter. McDougall ist in der oberen Reihe der dritte von links.

Im Januar 1947 beendete die Anklage ihre Beweisführung und im April 1948 endete der Prozess. Es war zu diesem Zeitpunkt für die drei Richter Patrick, Northcroft und McDougall unwahrscheinlich, dass Webb ein angemessenes Urteil schreiben würde, und daher entschieden sie, nachdem sie bereits früher gemeinsam geschrieben hatten, um eine mögliche Entscheidung für die Ablehnung der Anträge der Verteidigung zu erreichen, ein gemeinsames Urteil für den gesamten Prozess zu schreiben. Northcroft merkte an, dass der Prozess eine Menge an Themen behandelt und Massen an Beweisen produziert habe. Daher werde die Urteilsfindung keineswegs schnell abgeschlossen sein. Zu einem frühen Zeitpunkt schlossen sich der philippinische Richter Jaranilla und der amerikanische Richter Cramer der Gruppe an. Diese arbeitete in der Weise, dass sie die Arbeit in kleine Texte aufteilte, die von einem Richter einzeln geschrieben und dann in der Gruppe diskutiert wurden. Diese Gruppe wurde von Cramer geleitet. Wurden die Teile für gut befunden, wurden sie an die anderen Richter weitergeleitet. Northcroft dachte dabei optimistisch, dass die anderen Richter, mit Ausnahme Pals, der ein Dissent schrieb, zustimmen würden. Jedoch bewahrheitete sich dieser Optimismus nicht, da zahlreiche Richter andere Meinungen verfassten, und so hörte die Gruppe um McDougall auf, ihre Resultate an die anderen zu senden. Die Diskussionen der Gruppe zogen sich zum Teil sehr in die Länge. Das war aber auch nicht verwunderlich, da die Mitglieder aus unterschiedlichen Rechtssystemen stammten. Ein Beispiel war die Frage, aus welchen Merkmalen das Konzept der Verschwörung zum Angriffskrieg eigentlich bestehen sollte. Für Patrick konnte Verschwörung nach englischem Common Law zwei Dinge bedeuten, einmal die unausgeführte Verschwörung (unexecuted oder naked conspiracy) oder zum anderen die ausgeführte Verschwörung (executed conspiracy), wo das Verbrechen auch ausgeführt worden war. Dieser Konzeption standen in der Gruppe Northcroft und auch die später dazugekommenen Mei Ju-ao, William Webb und Iwan Sarjanow ablehnend gegenüber, Patrick setzte sich jedoch durch und es blieb bei seiner Konzeption im finalen Urteil.
McDougall schrieb mit William Donald Patrick gemeinsam ein Papier The Law, in welchem sie festlegten, wieso die Anträge der Verteidigung abgelehnt werden sollten. Dies wurde später in Kapitel elf des Urteils fast vollkommen übernommen. Eine weitere Sache, die man im Urteil der Arbeit von McDougall zuschreiben konnte, ist seine Ablehnung zahlreicher Anklagepunkte. So schlug er vor, die Punkte 6 bis 17, die sich mit dem Planen von Angriffskriegen beschäftigen, und 18 bis 26, die sich mit dem Führen dieser Kriege beschäftigten, nicht zu berücksichtigen. Auch ließ er 45 bis 50 in Punkt 54 integrieren und beschrieb, dass Punkt 27 und 28, welche sich jeweils mit Handlungen gegen die Republik China beschäftigten, jedoch mit unterschiedlichem Beginn, so zu interpretieren sein könnten, als ob Japan gleichzeitig zwei verschiedene Kriege gegen China geführt hätte. Am Ende folgte ihm die Mehrheit und nur Punkt 27 wurde berücksichtigt. Insgesamt wurden die Anklagepunkte von 55 auf zehn reduziert.
Ein Teil der Arbeit der Richter wurde auch von ihren Assistenten ausgeführt, der Hauptteil der Aufgabe jedoch von Patrick, McDougall und Northcroft innerhalb von sieben Monaten. Der aus der Arbeit der Richter entstandene Entwurf wurde stark vom französischen Richter Henri Bernard kritisiert, da er nach seiner Meinung nicht akkurat genug mit der Faktenlage umgehe und auch die Interpretation der Fakten nicht akkurat genug sei. Der Entwurf wurde jedoch später Teil des endgültigen Urteils des Gerichtes. Der Vorschlag war am Ende teilweise die Arbeit der Richter von Australien, Neuseeland, dem Vereinigten Königreich, Kanada, China, der Philippinen und der Vereinigten Staaten. Die Hauptbegründung basierte auf den Argumentationen von Nürnberg und aufgrund der Charta wurden die Anträge der Verteidigung nun auch mit Begründung abgewiesen, denn es wurde bekräftigt, dass die Charta internationalem Recht folge, insbesondere dem Punkt des Kellog-Briand-Paktes von 1928 als einem Bezugspunkt. Webb und Jaranilla verfassten concurring opinions, Roling, der niederländische Richter, eine teilweise dissenting opinion, und Bernard und Pal erließen dissents. Jedoch wurde nur die Mehrheitsmeinung vor Gericht verlesen. Im Dezember 1948 wurden die Strafen ausgeführt.
Nach Ende des Prozesses bat das Alliierte Kommando in Japan um eine Zusammenfassung des Urteils für die Presse. Mindestens sieben Richter stimmten dem zu, einige hatten zwar Bedenken, äußerten sich aber nicht umfassend. McDougall war der einzige Richter, der sich in einem Memorandum dagegen aussprach. Für ihn sprachen vier große Punkte dagegen. Erstens würde eine Zusammenfassung auch die Fakten zusammenfassen, die einen großen Teil des Urteils ausmachten, und das Weglassen von Fakten wäre „gefährlich“. Zweitens würde jeder Fehler dem Tribunal angelastet und drittens sei die Zusammenfassung und eine Übersetzung erst möglich, wenn das gesamte Urteil übersetzt worden sei, und das würde sehr lange Zeit beanspruchen. Viertens würde das Urteil aus der Presse schnell verschwinden, das Urteil aber eines sein, „in welchen sich Geschichte wahrscheinlich wiederholen werde.“ Webb gab jedoch seine Zustimmung zur Zusammenfassung, jedoch nur unter der Auflage, dass gleichzeitig mit der Lektüre des Urteils begonnen werde und nur im Zusammenhang mit den entsprechenden Teilen des Urteils. Es gibt jedoch keinen Beweis, dass es je zu einer Zusammenfassung für die Presse gekommen ist. Dies mag daran liegen, dass das 1.445 Seiten lange Dokument zu lang für eine Übersetzung und Zusammenfassung war, aber auch, dass das Urteil nach und nach den Übersetzern gegeben wurde.
McDougall starb an einem Herzinfarkt am 14. Februar 1957 in der Universität in Montreal. Er hinterließ neben seiner Frau eine Tochter, eine Schwester und zwei Brüder.
McDougall war im 21. Jahrhundert auf einer Liste von 600 nominierten Kanadiern als mögliches Konterfei für die kanadische 5-Pfund-Banknote.

## Darstellung in Medien
In der Serie Die Tokioter Prozesse wurde er vom Kanadier Stephen McHattie gespielt. Die Serie zeigt insbesondere die Diskussionen der Richter untereinander.
Ebenso ist Lord Patrick in den aus Archivmaterial erstellten Dokumentationen Death by hanging! – Der Kriegsverbrecherprozess von Tokio und der prämierten Tôkyô saiban zu sehen.

## Publikation
- Mining law of the Province of Quebec, containing the Quebec mining act (chapter 80 of the Revised statutes of Quebec 1925, with amendments up to and including 2 Geo. VI, c. 44, 1938) with introductory chapters, annotations, forms, regulations and the text of other statutes relating to the mineral industry, Montreal, 1938.